# Château de Vitry-la-Ville
Le  Château de Vitry-la-Ville  est une bâtisse  du département de la Marne de la région Champagne-Ardenne, il est inscrit depuis 1990.

## Construction
Hughes Mathé, receveur général des finances de Champagne, fait construire un château en 1608, sur un niveau, en craie et au toit d'ardoise. Il fait aménager les jardins en 1650 par un élève de le Nôtre, Jean de Bar. Il détourne la Guenelle, cours d'eau qui fait le tour du château. 
Il se reflète dans un miroir d'eau et il faut un pont levis pour y accéder.
En 1723, il est la possession du président des finances de Champagne, Jean Morel qui y fait adjoindre deux ailes et une grille en fer forgé de Raygrenau. Le château passe dans la famille du Boys de Riocour car le sieur Morel unit sa fille au comte. Il reste dans la famille jusqu'en 1993. La chapelle des du Boys de Riocour se trouve dans le cimetière entourant l'église, collé au château.

## Patrimoine

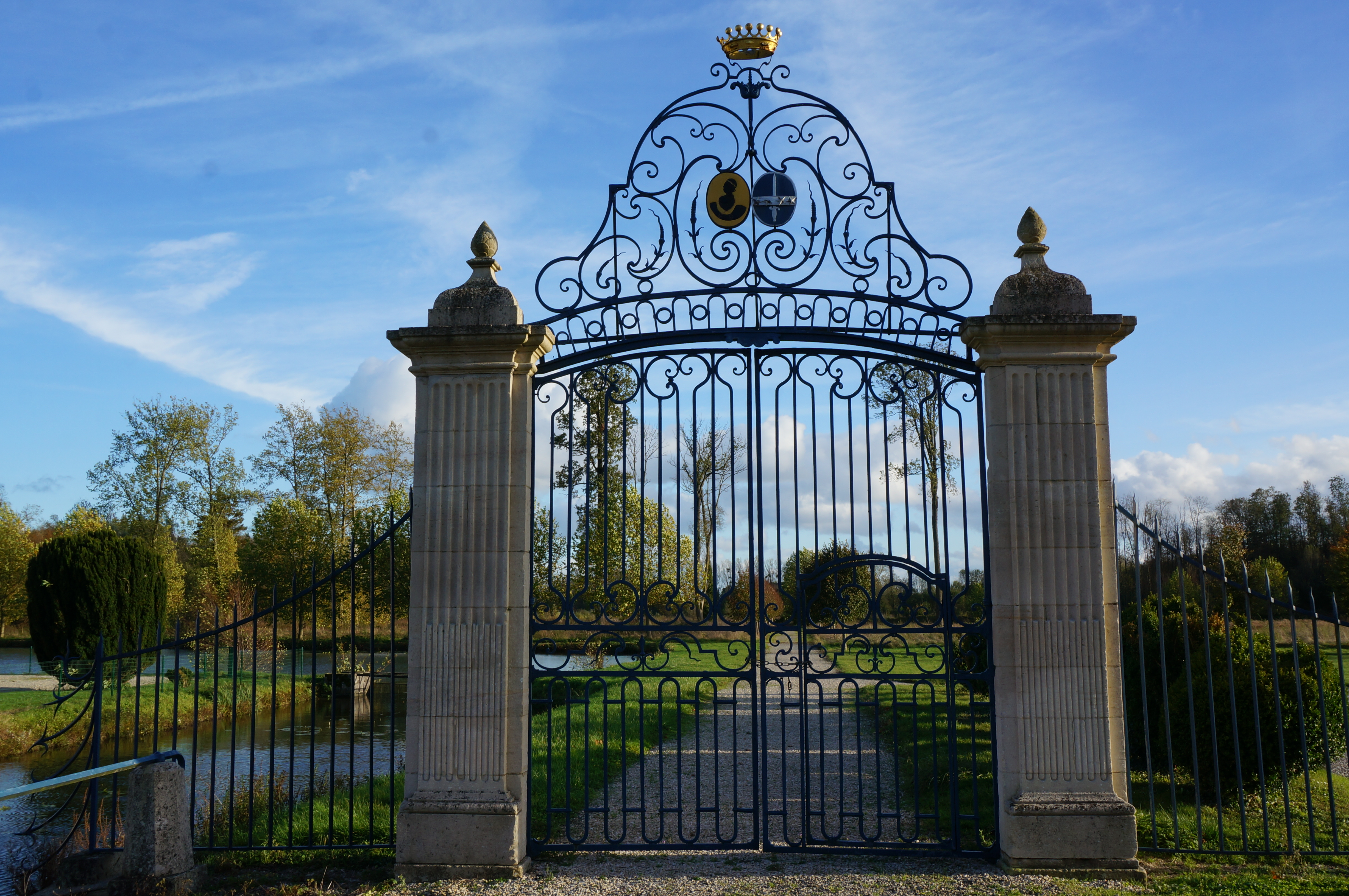
grille vers le parc.
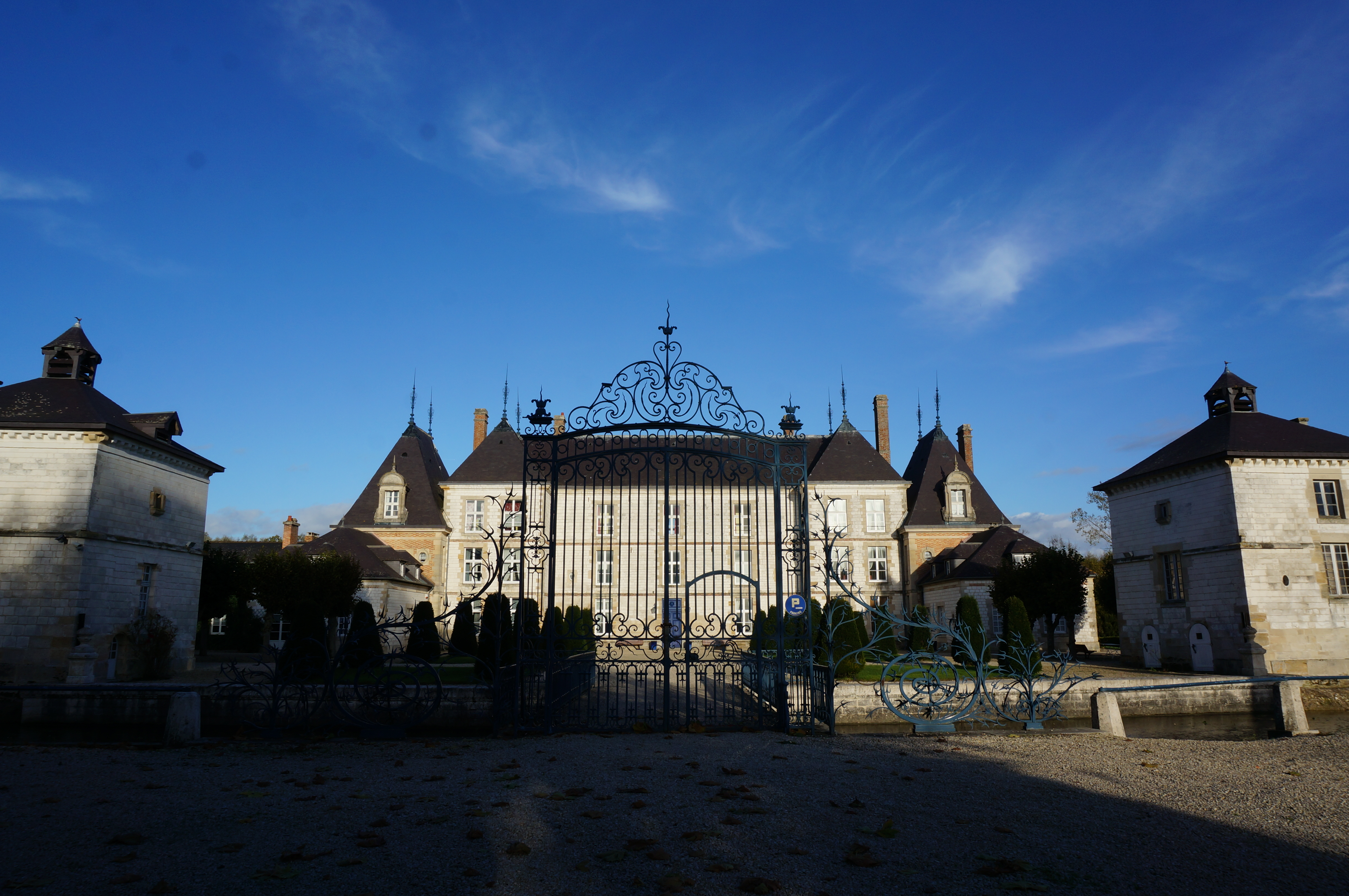
Château, grille et douves.
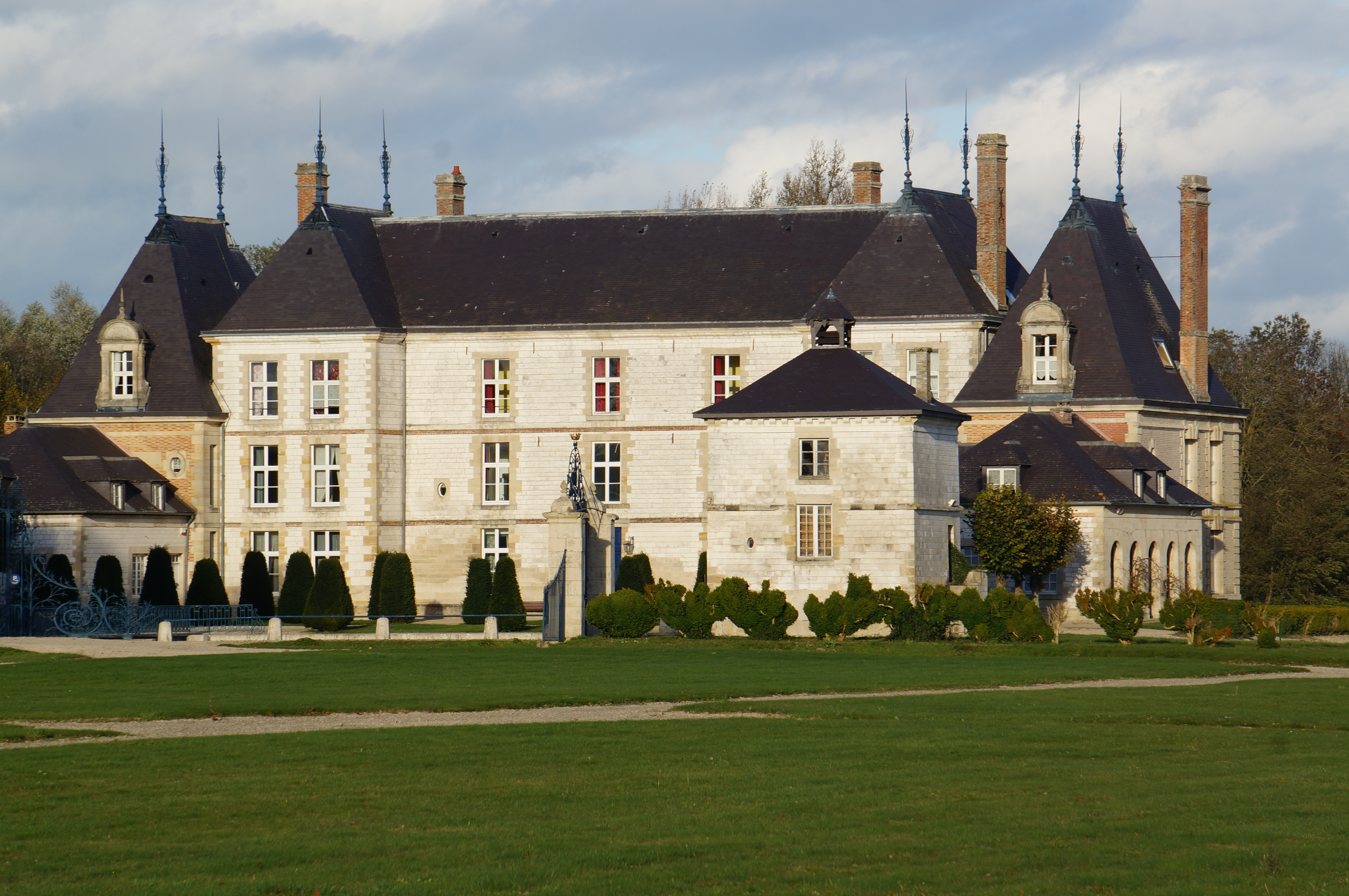

Inscrit en 1990 à l'inventaire des Monuments historiques.